# Endlager Bratrství
Das Endlager Bratrství (Úložiště Bratrství; tschechisch Bratrství ‚Bruderschaft‘) ist ein kerntechnisches Endlager in Tschechien. Es dient ausschließlich der Entsorgung von Abfällen aus dem Gesundheits-, Industrie- und Forschungsbereich, die natürlich vorkommende Radionuklide enthalten.

## Lage
Das Endlager befindet sich am Fuße des Erzgebirges bei Suchá, zwei Kilometer östlich von Jáchymov. Es befindet sich in einem Teil eines ehemaligen Uranbergwerks.

## Geschichte

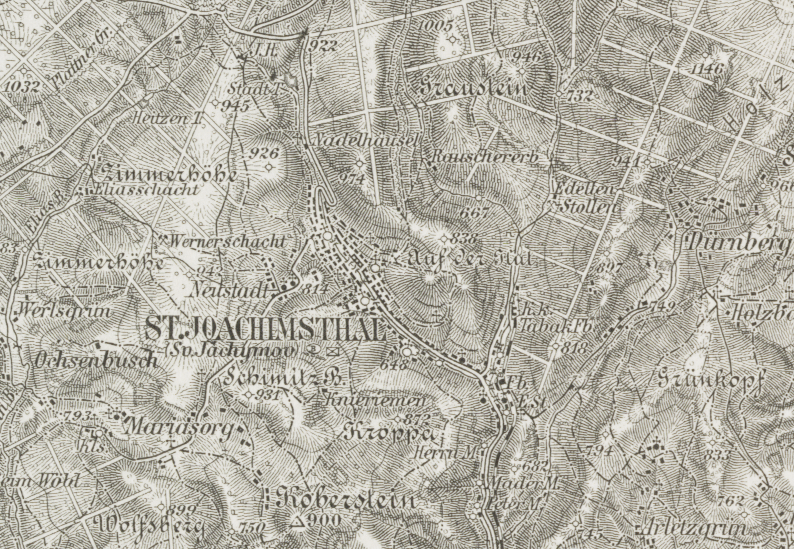
Der Schacht als Edellen-Stollen auf einem historischen Kartenausschnitt

Das Endlager wurde im ehemaligen Uranbergwerk Bratrství, dem früheren Sächsischen Edelleutstollen, eingerichtet und ging 1974 in Betrieb.
Im Januar 2000 übernahm die neu errichtete Behörde für radioaktive Endlager der Tschechischen Republik (SÚRAO) das Endlager in staatliche Obhut.

## Einlagerungsinventar
Im Endlager Bratrství werden Abfälle mit natürlichen Radionukliden, das heißt Nuklide aus den Uran- und Thoriumzerfallsreihen, etwa 50 m unter der Oberfläche endgelagert.
In der Tschechischen Republik wird zwischen Betriebsabfällen aus Kernkraftwerken einerseits und radioaktiven Abfällen aus Medizin, Industrie und Forschung (institutionelle Abfälle) andererseits unterschieden. Letztere mit künstlichen Radionukliden werden im Endlager Richard eingelagert. Erstere werden ausschließlich im Endlager Dukovany verwahrt.